# الاصوان السافل (العدين)

تعديل مصدري - تعديل

الاصوان السافل محلة تابعة لقرية الجازعة، التابعة لعزلة السارة بمديرية العدين إحدى مديريات محافظة إب في الجمهورية اليمنية، بلغ تعداد سكانها 85 حسب تعداد اليمن لعام 2004.